# فهد الحشاش
فهد جاسم محمد جاسم أحمد الحشاش ، من مواليد الكويت ، لاعب كرة قدم كويتي.
و هو يلعب مع نادي العربي الكويتي منذ موسم 2006/2007.